# Deșertul Mojave
Deșertul Mojave  este unul din cele mai mici deșerturi nord-americane, cu o suprafață de peste 34.000 km². Deșertul se află în sud-vestul Statelor Unite ale Americii, ocupând partea de sud-est a Californiei, nord-vestul statului Arizona, sud-vestul statului Utah, și sudul statului Nevada.

## Geografie
Situat în sud-vestul Statelor Unite, între hiperaridul deșert Sonora și puțin mai temperatul deșert al Marelui Bazin, deșertul Mojave este un deșert situat la altitudine înaltă, majoritatea suprafeței deșertului aflându-se între 1000 m și 1800 m altitudine. În Deșertul Mojave se află cel mai coborăt punct din emisfera vestică, Death Valley, cu o adâncime de 82 m sub nivelul mării. În nord-vestul deșertului se află masivul Tehachapi, iar la sudul său, orașul San Bernadino.

## Climă
Anual cad între 100 mm și 150 mm de precipitații. Temperaturile pot atinge vara, în perioada iulie - august, până la 50 ºC.

## Așezări omenești importante
Cea mai importantă așezare din deșertul Mojave este orașul Las Vegas, statul Nevada, cu o populație a ariei extinse metropolitane de peste 1,8 milioane locuitori. Alt oraș important este Palmdale din California, cu o populație a zonei metropolitane de aproape 500.000 de locuitori.

## Flora
În deșertul Mojave se află o floră bogată, cuprinzând peste 1.000 de specii de plante. Cea mai cunoscută specie este Yucca brevifolia, sau copacul lui Iosua.